# Jalen Cannon
Jalen Acey Cannon (Allentown, Pensilvania, 5 de mayo de 1993) es un jugador de baloncesto estadounidense que pertenece a la plantilla del Amici Pallacanestro Udinese de la Serie A2, la segunda categoría del baloncesto italiano. Con 1,98 metros de estatura, juega en la posición de ala-pívot.

## Trayectoria deportiva

### Universidad
Jugó cuatro temporadas con los Terriers del St. Francis College, en las que promedió 13,5 puntos y 9,1 rebotes por partido, En su primera temporada fue incluido en el mejor quinteto de novatos de la Northeast Conference, mientras que al año siguiente lo fue en el segundo mejor quinteto absoluto, y en las dos temporadas siguientes apareció en el primer equipo. Además, en su última temporada fue elegido Jugador del Año de la conferencia.

### Profesional
Tras no ser elegido en el Draft de la NBA de 2015, firmó su primer contrato profesional con los Jefes Fuerza Lagunera de la Liga de México. Allí jugó una temporada en la que promedió 12,7 puntos y 8,1 rebotes por partido.
En agosto de 2016 fichó por el Hapoel Afula B.C. de la Liga Leumit, la segunda división del baloncesto israelí. En su primera temporada en el equipo disputó 29 partidos, en los que promedió 17,3 puntos y 8,9 rebotes.
En la temporada 2020-21, firma por el Derthona Basket de la Serie A2, procedente del NPC Rieti, de la misma categoría. Al término de la misma, conseguiría el ascenso a la Lega Basket Serie A, renovando su contrato en julio de 2021 para jugar su segunda temporada en Derthona Basket.
En la temporada 2022-23, firma por el Guerino Vanoli Basket de la Serie A2, la segunda categoría del baloncesto italiano.
El 13 de marzo de 2024 fichó por el Amici Pallacanestro Udinese, también de la Serie A2 italiana.